# Metropolia di Colonia

Mappa delle sedi metropolitane del patriarcato di Costantinopoli in Anatolia attorno al 1880.

La metropolia di Colonia (in greco: Ιερά Μητρόπολις Κολωνείας; Ierá Mitrópolīs Kolōneías) è una sede soppressa del patriarcato di Costantinopoli.

## Storia
La metropolia comprende due antiche diocesi di epoca bizantina, l'arcidiocesi di Colonia e la diocesi di Nicopoli, entrambe soppresse nel XIV secolo. Il loro territorio dapprima fu annesso a quello della metropolia di Trebisonda e successivamente a quello della metropolia di Neocesarea.
Nel XVIII secolo fu ripristinata la diocesi di Nicopoli, che il 10 gennaio 1889 fu elevata al rango di metropolia. Poiché esisteva già, nel patriarcato di Costantinopoli, una metropolia di Nicopoli (in Epiro), alla nuova metropolia fu dato il nome di Colonia. Tuttavia la sede dei metropoliti restò Nicopoli, oggi Koyulhisar.
A seguito del trattato di Losanna, per porre fine alla guerra greco-turca, nel 1923 fu attuato uno scambio di popolazioni tra Grecia e Turchia che portò alla totale estinzione della presenza cristiana ortodossa nel territorio della metropoli.
Il titolo di metropolita di Colonia è ancora assegnato, ma è un semplice titolo vescovile non residenziale.

## Cronotassi

### Vescovi di Nicopoli
- Gioannizio † (? - 1832 deceduto)
- Cristoforo Fotianos † (ottobre 1832 - 1860 dimesso)
- Geremia Georgiadis † (27 novembre 1864 - ottobre 1878 deceduto)
- Gennadio Vasiliadis † (agosto 1879 - 10 gennaio 1889 sospeso)

### Metropoliti di Colonia
- Doroteo † (12 gennaio 1889 - 1894 deceduto)
- Leonzio Choutouriotis † (15 febbraio 1894 - 29 aprile 1899 eletto metropolita di Filadelfia)
- Policarpo Psomiadis † (16 maggio 1899 - 28 aprile 1911 eletto metropolita di Neocesarea)
- Sofronio Nistopoulos † (28 aprile 1911 - 10 febbraio 1917 deceduto)
- Doroteo Christidis † (11 luglio 1917 - 17 gennaio 1919 dimesso)
- Gabriele Premetidis † (9 aprile 1967 - 29 dicembre 2003 deceduto)
- Atanasio Teocarous, dal 14 gennaio 2021